# Anton Lindberger
Anton Fromhold Lindberger, född 28 maj 1885 i Stockholm, död där 11 juli 1968, var en svensk apotekare och journalist. Han var far till Örjan Lindberger.
Anton Lindberger var son till handlaren Ernst Kristian Lindberger. Han var 1895-1903 elev vid Norra latinläroverket, arbetade 1903-1910 som apotekare i Stockholm och avlade 1906 en farmakologie kandidatexamen. 1910 blev Lindberger student vid Uppsala universitet med avsikt att bli journalist och avlade en filosofie kandidatexamen 1915. Från 1910 arbetade journalist vid Upsala Nya Tidning som politisk referent, ledarskribent, teateranmälare och musikrecensent och blev 1917 redaktionssekreterare vid tidningen. Samma år lämnade han dock Uppsala för ett arbete som redaktionschef vid Svenska Telegrambyråns malmöfilial och gick därifrån 1918 vidare till ett arbete som redaktionssekreterare vid Svensk handelstidning. 1921 blev han medarbetare på den politiska avdelningen vid Dagens Nyheter. Under Sten Dehlgrens tid som chefredaktör var han dennes närmaste medarbetare på tidningen och ledarskribent i inrikesfrågor. Sedan Dehlgren 1925 fråntagits ledningen av avdelningarna för politik och kultur blev Lindberger i stället chef för handelsredaktionen. Han fortsatte dock som ledarskribent i ekonomiska ämnen, och 1949 lämnade han handelsredaktionen och blev åter ledarskribent som medhjälpare åt Herbert Tingsten fram till sin pensionering 1951. 1959 återkom han som tillfällig ledarskribent och fortsatte att göra enstaka inhopp i tidningen en bit in på 1960-talet.
Anton Lindberger var från 1933 ledamot av Publicistklubbens styrelse, dess vice ordförande 1934-1937 och 1940-1943 samt skattmästare 1947-1953.